# Harvester of Sorrow
«Harvester of Sorrow» es la sexta canción de ...And Justice for All, el cuarto álbum de estudio del grupo musical estadounidense de thrash metal Metallica. Esta canción fue el primer sencillo extraído del álbum de estudio. Toma su nombre de una célebre obra del compositor Rachmanninov. Los cómics Marvel rindieron homenaje a la canción cuando le pusieron su nombre a una superarma en una de sus entregas.

## Letra
Se ha rumoreado que esta letra habla del aborto y la esclavitud, aunque nunca fue confirmado por James Hetfield, su autor. Otra teoría afirma que Hetfield escribió la canción acerca de sus sentimientos por el alcoholismo de su padre. Pero en realidad su nombre viene de la novela The Harvest of Sorrow, del autor británico Robert Conquest, que relata la muerte masiva de campesinos ucranianos, derivada de la colectivización de la agricultura durante el régimen de Stalin.

## Interpretaciones en vivo
El grupo musical tocó por primera vez la canción antes de que saliese al mercado el álbum, en el club Troubadour de Los Ángeles el 23 de mayo de 1988. Desde ese momento, esta canción se ha convertido en un clásico en los conciertos del grupo musical.

## Créditos
- James Hetfield: Voz y guitarra rítmica.
- Kirk Hammett: Guitarra líder.
- Jason Newsted: Bajo eléctrico.
- Lars Ulrich: Batería y percusión.

- Datos: Q1415985